# Lupe Sino
Antonia Bronchalo Lopesina (6 mars 1917 à Sayatón (Guadalajara) – 13 décembre 1959 à Madrid), dite Lupe Sino, est une actrice espagnole restée célèbre pour sa liaison amoureuse avec un compatriote, le matador Manolete.

## Biographie
Deuxième fille d’un humble ouvrier agricole à qui sa femme a donné neuf enfants, Antonia est mise au travail comme servante lorsqu’elle a quatorze ans. Pendant la guerre d'Espagne, elle épouse civilement un officier du camp républicain (défendant le gouvernement légitime), membre du Parti Communiste Espagnol. Après la victoire de Franco, sa beauté physique, son audace et son talent lui maintiennent toutefois ouvertes les portes du monde du cinéma et de la vie nocturne. C’est ainsi que le réalisateur italien Fernando Mignoni (es) lui confie le rôle-titre de La famosa Luz María (es) (1942), tandis qu’elle trouve au Chicote, un bar de la capitale espagnole, divers protecteurs influents.  
C’est là qu’elle fait la connaissance de Manolete, une des gloires de la tauromachie, toujours célébré de nos jours. Un livre de Carmen Esteban et un film de Menno Meyjes, avec Penélope Cruz dans le rôle de Lupe Sino - pour ne parler que d’œuvres récentes - évoquent leur passion ardente et dérangeante pour l'ordre moral franquiste. Cette histoire s’achève le 28 août 1947, dans les arènes de Linares, lorsque dans le tiers-temps de la mise à mort, le taureau Islero encorne mortellement le matador au moment où celui-ci lui porte l'estocade.
Alors que l’Espagne rend un hommage national à Manolete (comme de nombreux pays d'Amérique latine), Lupe Sino est accusée d’avoir plongé son compagnon dans la drogue et l’alcool.
Par la suite, Lupe gagne le Mexique, s’y marie avec un avocat (s'appelant comme Manolete : Manuel Rodriguez) dont elle divorce assez rapidement et revient en Espagne, où elle décède d’une hémorragie cérébrale dans l’anonymat le plus complet.

## Filmographie
- 1942 : La famosa Luz María, de Fernando Mignoni.
- 1944 : El Testamento del virrey, de Ladislas Vajda.
- 1948 : El Marqués de Salamanca, d’Edgar Neville.
- 1949 : La dama torera / Un corazón en el ruedo / La dama y el torero, de Miguel Morayta.